# Benjamin Gottfried Weinart (Historiker)
Benjamin Gottfried Weinart (* 4. Mai 1751 in Dohna; † 1. oder 9. Dezember 1813 in Dresden) war ein sächsischer Jurist, Finanzprokurator, Historiker und Bibliograph.

## Leben und Wirken
Der in Dohna als Sohn des Theologen Benjamin Gottfried Weinart geborene Weinart besuchte die Lateinschule zu Pirna und studierte dann Jura in Leipzig. Schon kurz nach dem Erwerb seines Magisters mit der Arbeit über kanonisches Recht De corona nuptiali vi compressae haud deneganda 1774 hatte er „durch seine rasche litterarische Production den Ruf eines vielseitigen Geschichtsforschers und federgewandten Schriftstellers“. Gleichzeitig mit seiner Magisterarbeit hatte er eine volkswirtschaftliche Abhandlung De ignorantia plebis reipublicae nociva disquisitio veröffentlicht, die er seinem wohl Mitstudenten Peter Carl Wilhelm von Hohenthal widmete.
Zwischen 1777 und 1781 erschien seine Topographische Geschichte der Stadt Dresden und der um dieselbe herum liegenden Gegenden, die wegen der zahlreichen Kupferstiche auch heute noch eine „gesuchte Rarität darstellt“.
Von seiner Dresdner Tätigkeit als Advokat wechselte er 1779 als gräflich Hoym’scher Amtmann und Gerichtsdirektor in das damals noch sächsische Ruhland in der Oberlausitz, später wurde er Reußischer Amtmann in Guteborn, Grünewald und Schwarzbach. Nebenberuflich konzentrierte Weinart seine Studien auf die Rechtsgeschichte der beiden Lausitzen, deren Ergebnisse er in mehreren Publikationen niederschrieb. Seine Sammlungsaktivitäten als Bibliograph mündeten 1790/1791 in dem zweibändigen Werk Versuch einer Litteratur der Sächsischen Geschichte und Staatskunde, ein wegen seiner Materialfülle lange Zeit gesuchtes Standardwerk, das Weinart mehrfach ergänzte und seinen Ruf als bedeutender Bibliograph festigte: Bis in den ersten Jahrzehnten des 20. Jahrhunderts die Bibliographie der Sächsischen Geschichte von Rudolf Bemmann und Jakob Jatzwauk erschien, war Weinarts Werk ein unentbehrliches Hilfsmittel. Ebenfalls ab 1790 war Weinart Mitglied der Oberlausitzischen Gesellschaft der Wissenschaften.
Im Jahr 1797 erhielt Weinart seine Ernennung zum kurfürstlich-sächsischen Finanzprokurator für die Ämter Senftenberg, Finsterwalde und Doberlug. Gleichzeitig kehrte er nach Dresden zurück, um dort anwaltlich und für verschiedene Periodika tätig zu sein.
Als Wohnsitz kaufte er sich „nahe bei der Stadt einen Weinberg mit einem Landhause, das er Weinartsruhe nannte“. Dieses Anwesen, im Kaufvertrag vom 7. Januar 1797 Hausberg genannt, gehörte seit 1762 seiner inzwischen verwitweten Mutter Christiane Johanna Weinartin geb. Krause. Für die offiziell genannten 4.000 Taler erwarb Weinart neben dem umfangreichen Besitz an Weinbergen und Feldparzellen nebst Baulichkeiten mehrere Brunnen am Rieselgrund sowie das Kober’sche Erbbegräbnis mit Betstübchen in der nahegelegenen Kirche zu Kötzschenbroda. Als Weinart am 14. September 1798 drei seiner Weinberge für 1.700 Taler veräußerte, trug der Kontrakt die Ortsbezeichnung Weinarts Ruhe. Heute ist das Anwesen als Minckwitzscher Weinberg bekannt.
Im Jahr 1800 schenkte er seiner Kirche das, inzwischen unter der Orgelempore zu findende, großformatige Ölbildnis Der Leichnam Christi von heute unbekannter Hand. Im gleichen Jahr veröffentlichte Weinart das Werk Ueber die chursächsische Steuer-Verfassung, dessen Manuskript jedoch von Friedrich August Eichhoff (1769–1830) stammte und wohl ohne dessen Zustimmung herausgegeben wurde. Dieser strengte einen Plagiatsprozess an, woraufhin Weinart 1804 mit Arrest bestraft wurde und hohe Gerichts- und Schadenersatzkosten zu zahlen hatte. Zu deren Begleichung versuchte Weinart ab 1806, Teile seiner Bibliothek zu verkaufen. Am 12. Juni 1810 wurde Weinarts Ruhe schuldenhalber mitsamt allen Gütern zwangsversteigert.
Weinart selbst behielt seinen Posten als Fiskal und war, obwohl im Alter schwer krank, auch weiterhin im Dresdner Adresskalender als Rechtskonsulent verzeichnet.
Weinart war Mitglied in zahlreichen Institutionen, so auch Ehrenmitglied der Leipziger Ökonomischen Sozietät und Mitglied der Sächsischen Weinbaugesellschaft in Meißen.
Entgegen der Meldung von Juli 1811 der Jenaischen Allgemeinen Literatur-Zeitung, für die Weinart als Rezensent gearbeitet hatte, über sein Ableben starb dieser nach unterschiedlichen Quellen am 1. oder 9. Dezember 1813 in Dresden-Neustadt. Das Kober’sche Erbbegräbnis gehörte ihm da jedoch nicht mehr.

## Schriften
- Neue Sächsische Historische Handbibliothek. Dresden 1775.
- Topographische Geschichte der Stadt Dresden. Hilscher, Dresden, 1777–1781. (Online-Version).
- Beschreibung des Plauischen Grundes bey Dresden, nebst einer umständlichen Nachricht von den verschiedenen Steinarten, Versteinerungen und den Merkwürdigkeiten desselben. Hilschersche Buchhandlung, Dresden 1781. (Online-Version).
- Lehnrecht des Markgrafthums Oberlausitz, aus Landes- und Provinzialgesetzen auch andern öffentlichen Urkunden erl. J. G. I. Breitkopf, Dresden. (Online-Version).
- Versuch einer Litteratur der Sächsischen Geschichte und Staatskunde. 1790/1791. (Online-Version).
- Bemerkungen von Benj. Gottfird Weinart über seinen Versuch einer Litteratur der Sächsischen Geschichte und Staatskunde. In: Musäum für die sächsische Geschichte, Litteratur und Staatskunde. 1. Bd., 2. Stück, S. 228–264. (Online-Version).
- Litteratur des Staatsrechts und der Statistik von Sachsen. 2 Bände, Meißen 1802.

### Als Herausgeber
- Christian Adolph Klotzens Satyren. Nebst einem Anhang. Leipzig 1775. (Online-Ausgabe)
- Ludwig Andreas Gotter’s Reichs-Matrikular-Anschläge der gesammten Chur- und Fürstlich Sächsischen Lande, Albertinischer und Ernestinischer Linien, mit Urkunden erwiesen. Altenburg 1805.
- Rechte und Gewohnheiten der beyden Marggrafthümer Ober- und Niederlausitz. 3 Bände, 1793–1795.
- Friedrich August Eichhof: Ueber die Chursächsische Steuer-Verfassung. Leipzig 1800.